# مل کاپلتون
مل کاپلتون (انگلیسی: Mel Capleton؛ زادهٔ ۲۴ اکتبر ۱۹۷۳) بازیکن فوتبال اهل بریتانیا است.
از باشگاه‌هایی که در آن بازی کرده‌است می‌توان به باشگاه فوتبال ساوتند یونایتد، باشگاه فوتبال بلکپول، باشگاه فوتبال سنت آلبنز سیتی، باشگاه فوتبال بیلریکای، باشگاه فوتبال گرایس اتلتیک، و باشگاه فوتبال لیتون اورینت اشاره کرد.